# Hogshaw
Hogshaw – wieś w Anglii, w hrabstwie Buckinghamshire, w dystrykcie (unitary authority) Buckinghamshire. Leży 70 km na północny zachód od centrum Londynu. Miejscowość liczy 43 mieszkańców.